# Steffanie Borges
Pour les articles homonymes, voir Borges.
Steffanie Reiko Borges, née en 1961, connue dans les années 1970-1980 sous le nom de scène Steffanie (ステファニー), est une ex-modèle et chanteuse américano - japonaise, en solo puis en tant que membre du groupe féminin Show-Ya. 
Une autre chanteuse japonaise, sans relation avec elle, débute en 2007 en utilisant un nom de scène similaire : Stephanie.

## Biographie
Fille du chanteur hawaïen Jimmy Borges et de mère japonaise, "Steffanie" débute adolescente au Japon comme mannequin et modèle dans les années 1970, et enregistre dans le genre pop deux singles et un album (Page One) en 1977 et 1978.
Dans les années 1980, elle change d'image et se reconvertit dans le genre hard rock / heavy metal. Entourées de musiciens occidentaux, elle sort deux nouveaux albums chez Warner Japan (Hideaway en 1985 et Pink Noise en 1986). En 1985, quatre de ses chansons sont utilisées comme génériques pour la série anime Urusei Yatsura alias Lamu et pour le film dérivé Remember My Love (Rock the Planet, Every Day, Born to Be Free, et Remember My Love). Deux autres de ses titres servent ensuite de génériques aux drama Triangle Blue en 1985 et Half Moon en 1986 (Hideaway et Burnin' up the Night). Elle sort ensuite en single en 1986 une reprise de School's Out d'Alice Cooper, qui restera son dernier disque en solo.
En 1991, sous son nom complet "Steffanie Borges", elle remplace Keiko Terada au sein du groupe de metal féminin nippon Show-Ya, avec lequel elle est invitée en juin suivant à donner un concert en Corée du Nord, ce qui aura un important retentissement médiatique au Japon. Elle n'enregistre avec le groupe qu'un single en 1992 (Tenshi no Honou) et un album en 1995 (Touch the Sun), avant de le quitter en 1997. Elle s'installe aux États-Unis en Californie avec son mari le musicien Randy Juergenson, qui a collaboré avec elle dans les années 1980 et participé à l'enregistrement de l'album de Show-Ya, et se retire de la scène.

## Discographie

### avec Show-Ya
Single
Album

## Liens
- (ja) Fiche sur le site de l'oricon.
- (ja) Article sur Steffanie avec discographie
- (en) La famille Borges aux HARA Awards